# Lehof

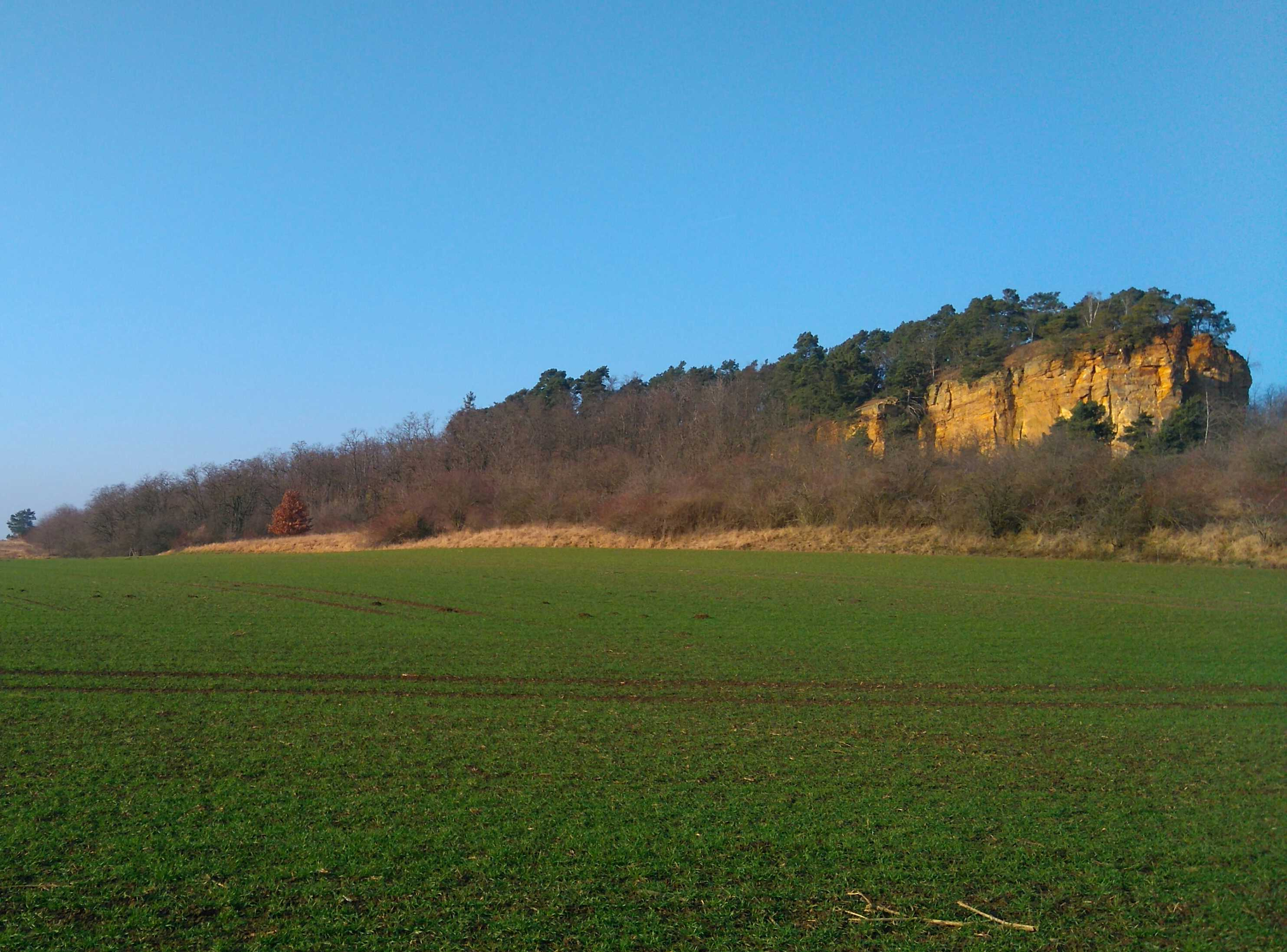
Ansicht des Lehofs aus südöstlicher Richtung

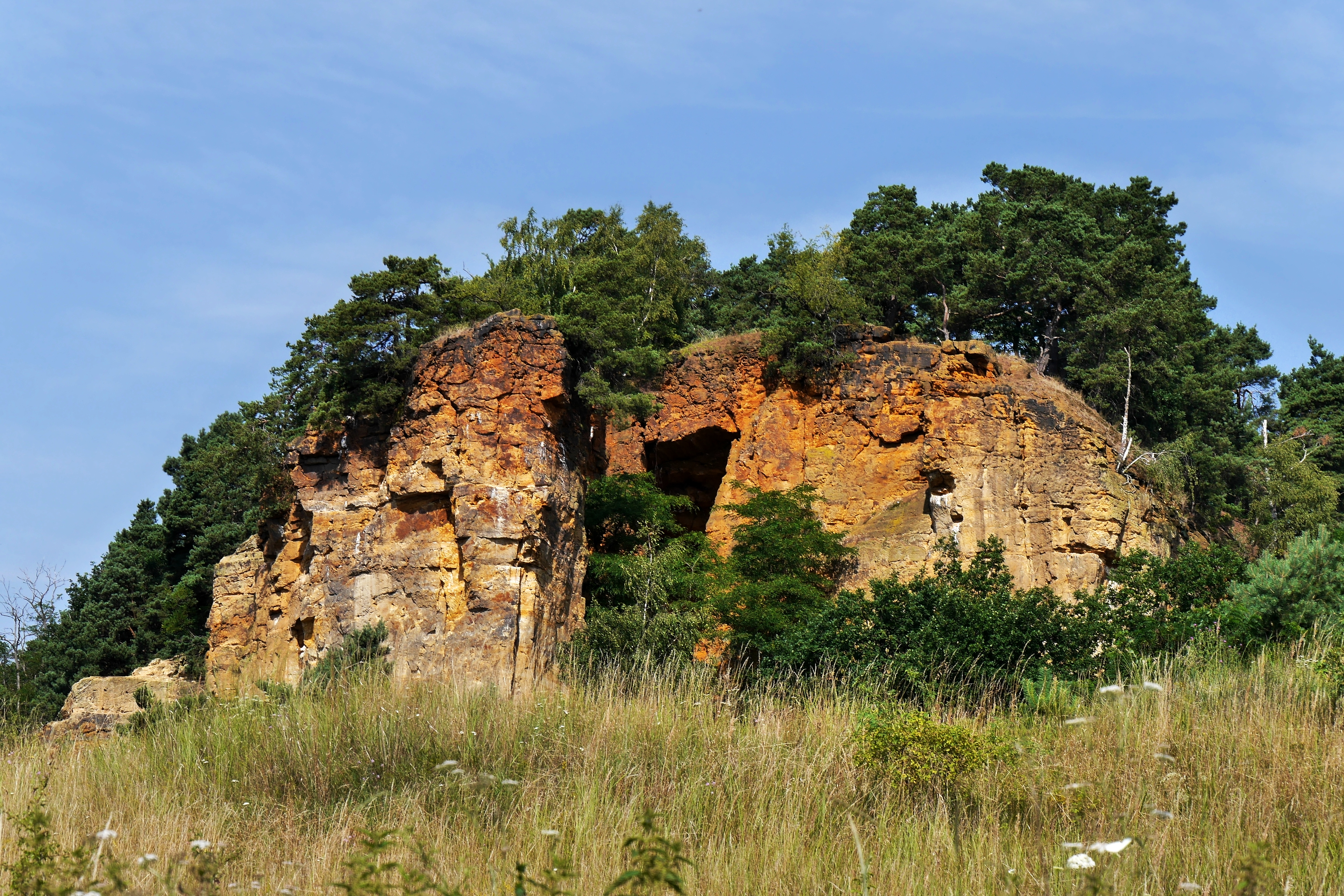
Blick auf den Lehof aus östlicher Richtung mit deutlichen Spuren des Steinbruchs

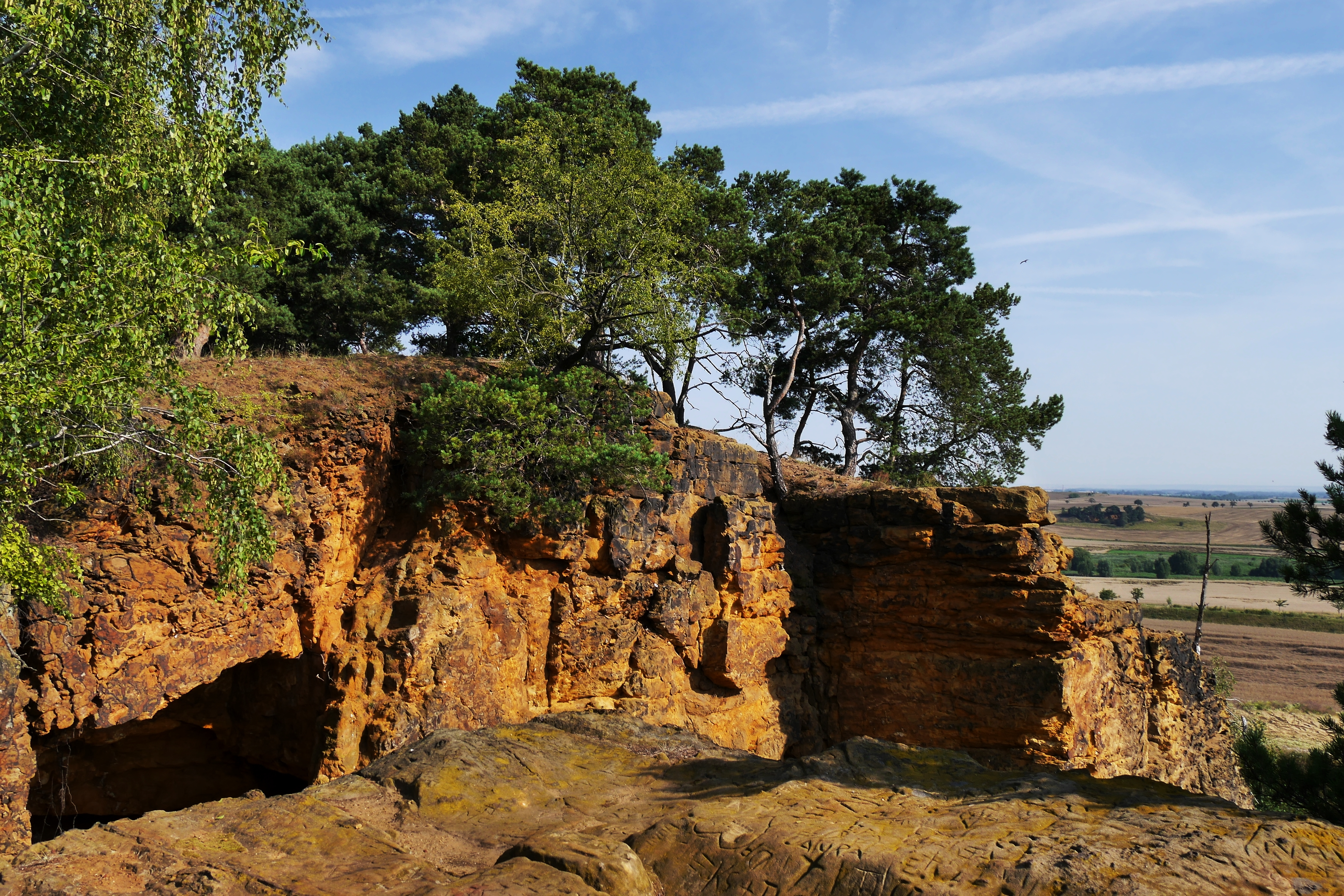
Auf dem Plateau des Lehofs mit Blick nach Norden

Der Lehof ist ein 176,3 m hoch gelegener markanter Sandsteinfelsen nordöstlich der Stadt Quedlinburg im Landkreis Harz in Sachsen-Anhalt. Er steht seit 1934 als Naturdenkmal unter staatlichem Schutz.

## Geologie
Der Lehof besteht aus kreidezeitlichem entfestigtem Sandstein, der aus einer Folge von Sedimenten der Trias, der Jura und der Kreide mit den Involutus-Schichten der oberen Kreide (Emscher) besteht.

## Geschichte
Am Lehof wurde schon seit Jahrhunderten Sandstein gebrochen und Quarzsand als Baumaterialien abgebaut. Dabei wurde 1930 am Fuß des Lehof-Felsens ein Hortfund aus der Bronzezeit entdeckt. Ein wesentlicher Teil der gefundenen Stücke (darunter ein Schwert und Schmuckringe und -ketten) ist heute im Schlossmuseum Quedlinburg ausgestellt.
Das f in der Bezeichnung Lehof ist ein späterer Zusatz, denn einen Hof gab es dort nie. Noch im 15. Jahrhundert ist in den Ratsrechnungen von Quedlinburg nur vom Leho (= Grabhügel) die Rede. Zwar gab es auf dem Lehof keinen Hof, aber dafür eine Warte der Quedlinburger Landwehr. Diese Warte fiel dem Steinbruch zum Opfer.
Seit 1934 steht der Lehof-Felsen unter Naturschutz, so dass die Steinbrucharbeiten an dessen Ostseite eingestellt werden mussten. In knapper Entfernung zum Lehof werden an dessen Westseite heute noch großflächig Quarzsand und -kies als Baustoffe gewonnen und in einem Trocknungswerk bearbeitet. Im Zuge der Vorbereitungen für die Erweiterung des Sandabbaus wurde 2016 ein weiteres Steingrab entdeckt.
Unweit des Lehofs führt nördlich die A 36 vorbei.

## Aussicht
Von der Ostseite des Plateaus auf dem Lehof bietet sich ein weiter Blick auf das nördliche Harzvorland und nach Süden auf Quedlinburg und den Harz.

## Fauna
Der Lehof gehört u. a. zu den Lebensräumen von Rauchschwalbe, Heidelerche und Misteldrossel, die hier auch brüten. Weiterhin sind am Lehof verschiedene Fledermausarten heimisch, darunter Braunes Langohr, Graues Langohr und Fransenfledermaus.

## Flora
Das Pletau des Lehofs ist hauptsächlich mit Kiefern bewachsen. Unterhalb der Felsen wachsen vorwiegend Robinien und Birken. Rings um den Felsen findet sich die für Sandsteinfelsen typische Vegetation.